# باسیل دوم
باسیل دوم یا باسیلیوس دوم ملقب به باسیلِ بلغارکُش یا باسیل، قاتل بلغارها (به یونانی: ΄Βασίλειος Β) (به انگلیسی: Basil II) (زادهٔ ۹۵۷ یا ۹۵۸ — درگذشتهٔ ۱۵ دسامبر ۱۰۲۵) امپراتور بیزانس از ۹۶۰ تا ۹۷۶ به‌طور مشترک با امپراتوران دیگر و به‌طور مؤثر خودش به تنهایی از سال ۹۷۶ تا زمان مرگش در سال ۱۰۲۵ بود. او تمام بالکان، جنوب ایتالیا (سیسیل، کامپانیا، مولیز، پولیا، ابروتزو، باسیلیکاتا)، میان‌رودان، گرجستان، ارمنستان و بخش‌هایی از سوریه را تحت فرمان امپراتوری بیزانس درآورد و همچنین تمام شورش‌های اشراف و حاکمان محلی که در سراسر امپراتوری رخ داد را سرکوب کرد و قدرت داخلی خود را با حمله به منافع اشراف‌زادگان نظامی، زمینداران قدرتمند و کلیساهای ثروتمند و خودکامه افزایش داد. تاریخ‌نگاران باسیل دوم را یکی از برجسته‌ترین و بزرگترین امپراتوران روم شرقی به‌شمار می‌آورند.

## زندگی‌نامه

### سال‌های نخستین
باسیل فرزند رومانوس دوم، امپراتور وقت بیزانس و تئوفانو بود که در ۹۶۰ به امپراتوری مشترک با پدرش رسید و یک سال بعد برادرش کنستانتین نیز به‌عنوان امپراتور مشترک با آن دو تاجگذاری کرد. اما رومانوس ناگهان در ۱۵ مارس ۹۶۳ درگذشت و پس از او نایب‌السلطنتی دو امپراتور خردسال، باسیل دوم ۶ ساله وکنتستانتین هشتم ۳ ساله به مادرشان تئوفانو رسید. ادارهٔ امور کشور نیز در دستان خواجهٔ توانمندی به‌نام ژوزف برینگاس قرار گرفت. با این حال چنین شایع شد که تئوفانو با مسموم کردن امپراتور او را به‌قتل رسانده‌است و همین موضوع باعث بروز درگیری بین تئوفانو و برینگاس شد. سرانجام تئوفانو از ژنرال نیکه‌فوروس یاری خواست و او که توسط سپاهیان امپراتور نامیده شد به قسطنطنیه لشکر کشید، برینگاس را از قدرت خلع و خود در ۱۶ اوت ۹۶۳ در کلیسای ایا صوفیه با عنوان نیکه‌فوروس دوم تاجگذاری کرد و در ۲۰ سپتامبر همان سال با تئوفانو ازدواج نمود. او سپس باسیل و کنستانتین را به‌طور اسمی به فرزندخواندگی خود پذیرفت اما از همان زمان به‌بعد آنان را که وارثان مشروع تاج و تخت بودند را نادیده گرفت.
با این حال نیکه‌فوروس پس از ۶ سال حکومت با همدستی همسرش تئوفانو که احتمالاً می‌خواست فرزندان خود را بار دیگر به قدرت بازگرداند و سپاهی مورد اعتمادش ژان تزیمیسکس در ۹۶۹ به‌قتل رسید و پس از او ژان با عنوان ژان یکم بر تخت نشست. با این حال ژان، تئوفانو را در قتل امپراتور گناهکار اعلام و او را تبعید نمود و سپس با دختر کنستانتین هفتم ازدواج کرد. باسیل دوم و کنستانتین هشتم در این زمان هنوز عنوان امپراتوران مشترک را داشتند اما حتی نامشان بر روی سکه‌های دوران زمامداری ژان نیز ضرب نشد.

### آغاز حکومت

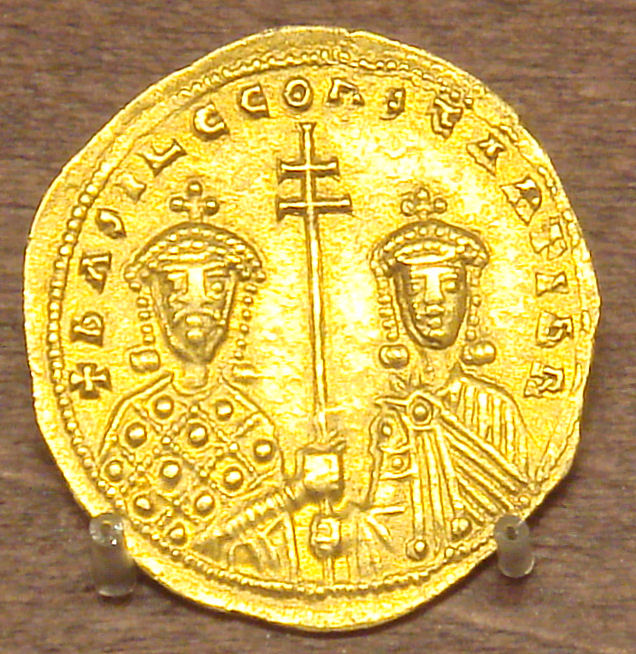
سکهٔ طلایی منقش به نگاره‌های باسیل دوم و برادرش کنستانتین هشتم

ژان یکم در ژانویهٔ ۹۷۶ درگذشت و باسیل و برادرش سرانجام بر تخت امپراتوری بیزانس نشستند. باسیل دوم در ۱۰ ژانویه همان سال به‌عنوان امپراتور ارشد معرفی شد و کنستانتین هشتم نیز ترجیح داد به‌جای دخالت در سیاست به زندگی تجملی خود ادامه دهد. باسیل سپس تلاش نمود تا خود فرمانروایی کند اما به عموی بزرگش باسیل پیشکار که خواجه‌ای توانمند و سیاستمداری زیرک با سابقه‌ای طولانی بود وابسته شد. دیری نپایید که حکومت باسیل از سوی دو تن از اشراف‌زادگان به‌نام‌های بارداس اسکلروس و بارداس فوکاس که چشم طمع به جایگاه امپراتور داشتند به چالش کشیده شد. این دو نفر از بستگان امپراتوران پیشین به‌شمار می‌آمدند و فرماندهانی از خانوادهٔ زمینداران قدرتمندی بودند که از سوی گرجستانی‌ها و خلیفهٔ بغداد حمایت می‌شدند. آن‌ها مدعی تاج و تخت امپراتوری شدند اما باسیل پیشکار، باسیل دوم را در رویارویی با آن‌ها یاری رساند و سرانجام این درگیری طولانی در ۹۸۹ و با کمک روس‌های تحت فرمان ولادیمیر، پادشاه کیف به پایان رسید. ولادیکیر پیشتر نیز در ۹۸۰ هدیه‌ای بالغ بر ۶۰۰۰ نیروی اسکاندیناویایی-روسی را برای باسیل دوم فرستاده بود که این لشکریان بعدتر به نام گارد وارانژی مشهور شده که تا ۳۰۰ سال در خدمت امپراتوران بیزانس بودند. پس از کسب این پیروزی باسیل نیز به‌عنوان پاداش و با شرط پذیرش مسیحیت در کیف، خواهرش آنا را به همسری ولادیمیر درآورد. باسیل سپس مدعی حق خود برای در دست گرفتن قدرت به‌طور مستقل شد و سرانجام باسیل پیشکار را در ۹۸۵ تبعید نمود.

### سیاست‌های خارجی و جنگ با بلغارها
اصلی‌ترین هدف باسیل دوم گسترش و تثبیت قدرت امپراتوری در داخل و خارج مرزهای بیزانس بود. در آن زمان مهمترین درگیری‌های خارجی امپراتوری روم شرقی در سوریه، ارمنستان و گرجستان در مرزهای شرقی آن، در منطقهٔ بالکان و در جنوب ایتالیا روی داده بود. باسیل موفق شد تا موقعیت بیزانس در سوریه را علی‌رغم تجاوزهای خلفای فاطمی در مصر حفظ نماید و نیروهایی را نیز برای آزادسازی انتاکیه از قسطنطنیه گسیل داشت. باسیل همچنین چه از راه حمله و چه از راه دیپلماسی توانست سرزمین‌های ارمنستان و گرجستان را نیز حفظ نماید.
با این حال بیشترین شهرت باسیل دوم برای لشکرکشی‌های مداوم و موفقیت‌آمیز او علیه پادشاهی دوباره احیاشدهٔ بلغارستان به فرمانروایی تزار ساموئل بود. ساموئل فعالیت‌هایش را در مقدونیه متمرکز کرده و بر غرب بالکان تسلط یافته بود. باسیل در ۹۸۶ وارد جنگ مسلحانه با بلغارها شد که تا ۱۰۱۴ ادامه یافت. در این مدت نیز گاه وقفه‌هایی به دلیل لشکرکشی‌های هم‌زمان باسیل دوم به مرزهای شرقی برای حل بحران در آن نواحی اتفاق می‌افتاد.
در طول جنگ با بلغارستان، ونیزی‌ها نیز به کمک باسیل آمده و همراه با نیروهای او از سواحل دالماتیا و آب‌های آدریاتیک در برابر حملات بلغارها محافظت کردند. از سوی دیگر باسیل نیز هر ساله بیشتر در قلمرو تحت تسلط ساموئل نفوذ می‌کرد و بی‌وقفه به لشکرکشی‌هایش چه در تابستان و چه در زمستان ادامه می‌داد.
سرانجام سپاهیان بیزانس موفق به گرفتن شمال و نواحی مرکزی بلغارستان شدند و پس از آن باسیل دوم به سوی پایتخت ساموئل در اکریدا لشکر کشید. این حمله با موفقیت به‌انجام رسید و باسیل به قاتل بلغارها معروف شد. او سپس فرمان داد تا چشم تمامی لشکریان بلغار را که به اسارت او درآمده بودند را کور کنند و تنها هر صد نفر یکی را از یک چشم کور کرد تا بتوانند پیش تزارشان بازگردند. ساموئل پس از بازگشت سپاهیانش از دیدن آنچه بر آنان گذشت بود چنان شوکه شد که مدتی بعد درگذشت. بدین ترتیب باسیل موفق شد تا ۱۰۱۸ تمامی بلغارستان را بار دیگر به امپراتوری بیزانس بازگرداند.
او سپس توجهش را معطوف نواحی غربی ساخت و برای تقویت کنترل بیزانس بر جنوب ایتالیا و بازپس‌گیری سیسیل از اعراب نقشه کشید. باسیل همچنین تلاش نمود تا پاپی یونانی‌تبار را در رم مستقر سازد و به‌منظور ایجاد اتحاد با امپراتوری مقدس روم نیز خواست تا برادرزادهٔ محبوبش زوئه را به همسری اتوی سوم درآورد. در نهایت هر دوی این نقشه‌های باسیل با شکست مواجه شد با این حال او در جنوب ایتالیا موفق عمل کرد و توانست نظم را بار دیگر به آنجا بازگرداند و در سال‌های آخر عمرش نیز آماده‌سازی‌هایی برای فتح سیسیل صورت گرفته بود.

### سیاست‌های داخلی
باسیل دوم در سیاست‌های داخلیش نیز همچون فعالیت‌های نظامی و دیپلماتیکش سختگیر و بی‌رحم بود. او درصدد بود تا قدرت امپراتوری را تقویت نماید و به‌همین منظور زیردستان بسیار قدرتمندش به ویژه خانواده‌های نظامی‌ای قدرتمندی که همچون شاهزادگان در آسیای صغیر حکومت می‌کردند را هدف سیاست‌های سختگیرانهٔ و جدی خود قرار داد. مالکیت افراد بر زمین به دقت مورد بازرسی قرار گرفت و اموال و زمین‌های وسیع و آباده بسیاری مصادره شد و حتی اشرافی که در صدد خیانت به امپراتور بدون مورد خشم باسیل قرار گرفته و همراه خانواده، دوستان و نزدیکانشان از صحنه روزگار با خشونت زیاد محو شدند و همه دارایی‌های آنها نیز برای پژوهش‌های بزرگ و جنگ‌ها مصادره می‌شد. بدین ترتیب خزانه‌های امپراتوری بیزانس باوجود لشکرکشی‌های مکرر هزینه‌آور و گسترده و طولانی مدت باسیل دوم هیچ‌گاه با مشکل و موانع مواجه نشد.

نقشهٔ امپراتوری بیزانس به‌هنگام مرگ باسیل دوم در ۱۰۲۵

### خصوصیات باسیل دوم
بر اساس نوشته‌های تاریخی و نگاره‌های موجود، باسیل دوم فردی کوتاه قد اما با اندامی موزون، چشمان آبی روشن، صورت گرد و سبیلی کامل و پرپشت که به‌هنگام عصبانیت یا انجام ملاقات‌هایی آن را میان انگشتانش می‌چرخاند توصیف شده‌است. او ساده لباس می‌پوشید و ناگهان شروع به سخن‌گفتن می‌کرد. در عین‌حال او را فردی تند مزاج، تلخ و زودخشم توصیف کرده‌اند که بیشتر اوقات همچون سربازی در حالت آماده‌باش به‌سر می‌برد.
باسیل هیچ علاقه‌ای به یادگیری نداشت اما ظاهراً از نگارگری مذهبی حمایت می‌کرد و کلیساها و صومعه‌هایی را نیز در بوئتیا مورد بازسازی قرار داد یا کار ساختشان را تمام نمود.

### مرگ
باسیل دوم در ۱۵ دسامبر ۱۰۲۵ درگذشت و پس از او برادرش کنستانتین هشتم جانشین او شد. چنین برمی‌آید که باسیل هرگز ازدواج نکرد و فرزندی نیز نداشت. تاریخ‌نگاران او را یکی از بزرگترین امپراتوران بیزانس به‌شمار می‌آورند که پس از مرگش هیچ فرماندهٔ نظامی توانمندی نبود که بتواند اوضاع را در دست گیرد و دیری نپایید که تمامی کارها و تلاش‌های باسیل دوم خنثی شد.